# Siemisławice

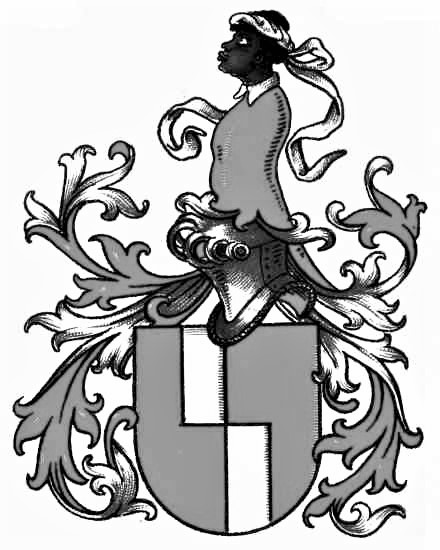
Herb Georga von Czirn

Siemisławice (niem. Siebenhufen) – zniesiony przysiółek w Polsce położony w województwie dolnośląskim, w powiecie strzelińskim, w gminie Przeworno.
W latach 1975–1998 miejscowość administracyjnie należała do województwa wałbrzyskiego.

## Historia
Wieś założona została w pierwszej połowie XV wieku i początkowo stanowiła własność książąt brzeskich, od 1445 r. należała do rodziny von Czirn, być może jak lenno. Od 1642 r. ponownie w posiadaniu Piastów legnicko-brzeskich. W 1654 r. majątek należał do księcia Chrystiana legnickiego, który następnie przekazał go jako lenno swojemu przyrodniemu bratu, hrabiemu Augustowi legnickiemu, który zmarł w tym dworze 14 maja 1679 r. Po śmierci hrabiego Augusta i wygaśnięciu linii Piastów brzeskich dobra przejął w 1679 r. cesarz Leopold I Habsburg. Niedługo później, w 1687 r. oddane zostały w zastaw baronowi Johannowi Ludwigowi von Waffenbergowi. Tenże w latach 1729–1734 ufundował w Siemisławicach kościół pw. św. Antoniego.
W czasie pierwszej wojny śląskiej, w 1743 r. dobra w Siemisławicach zostały przekazane przez króla pruskiego Fryderyka I fundacji Königlische Charité z Berlina. W posiadaniu tej fundacji charytatywnej pozostały do końca II wojny światowej. Majątek był przeważnie oddawany w dzierżawę. W 1886 r. dobra liczące 145 ha dzierżawili spadkobiercy von Schönermarka, a następnie w latach 1894–1937 rodzina Frühbutz. Po 1945 r. majątek zarządzany przez Państwowe Gospodarstwo Rolne. Obecnie majątek w Siemisławicach jest własnością prywatną.

## Zabytki
Do wojewódzkiego rejestru zabytków wpisane są:
- kościół z 1723 roku pw. św. Antoniego, dawniej ewangelicki, obecnie rzymsko katolicki pomocniczy (nr rej. zabytków: 278/1618 z 8.04.1966)
- dwór z 1609 roku, obecnie dom nr 15. Początkowo był to niewielki zamek wzniesiony w pierwszej połowie XV wieku dla piastowskiego księcia Fryderyka I legnickiego. Następnie od 1445 roku we władaniu rodziny von Czirn, być może jako lenno. Około 1609 roku przebudowany przez Georga von Czirna na renesansowy dwór. Kolejna przebudowa nastąpiła po 1653 r., a następnie w drugiej połowie XIX w. i na początku XX w. W latach 1743–1945 własność fundacji charytatywnej, która oddawała majątek w dzierżawę. Po 1945 roku należał do PGR i w tym czasie w dworze urządzono biura i mieszkania. W latach 1972–1974 dwór był remontowany. Od 2011 roku dwór nie jest użytkowany. Budynek jest zbudowany z kamienia i cegły, na rzucie prostokąta, częściowo podpiwniczony, dwukondygnacyjny, z użytkowym poddaszem, nakryty dachem dwuspadowym. Od wschodu parterowa przybudówka. Fasada dziewięcioosiowa, z centralną prostokątną wieżą. W wieży znajduje się główne wejście do budynku ozdobione dwuosiowym manierystycznym portalem z herbami rodów von Czirn i von Zedlitz. Elewacje pozbawione ozdobnych detali, z oknami w prostych wykonanych w tynku opaskach. Pomiędzy trzecią i czwartą kondygnacją wieży zegar słoneczny. Układ wnętrz dwutraktowy, z centralną sienią i klatką schodową umieszczoną w wieży. W części pomieszczeń zachowane sklepienia krzyżowe i kolebkowe z lunetami, w pozostałych płaskie stropy. Do dworu przylegają resztki zdewastowanego parku oraz zabudowania dawnego folwarku: oficyna mieszkalna, stodoła, stajnia, obora i spichlerz. Obiekt został wpisany do rejestru zabytków pod numerem 277/1635 w dniu 12.04.1966[4]

## Szlaki turystyczne
Ząbkowice Śląskie – Bobolice – Cierniowa Kopa – Zameczny Potok – Muszkowicki Las Bukowy – Muszkowice – Henryków – Raczyce – Witostowice – Nowolesie – Nowoleska Kopa – Kalinka – Nowina – Dzierzkowa – Siemisławice – Przeworno – Krzywina – Garnczarek – Skrzyżowanie pod Dębem – Biały Kościół